# ヒフォモナス科
ヒフォモナス科（ーか、Hyphomonadaceae）は真正細菌のプロテオバクテリア門アルファプロテオバクテリア綱カウロバクター目に属する科の一つである。